# Duchess of Bedford (Schiff)
Die Duchess of Bedford war ein 1928 in Dienst gestelltes Passagierschiff der kanadischen Canadian Pacific Navigation Company, das für den Transatlantik-Liniendienst konzipiert wurde. Das 1947 nach Umbauarbeiten in Empress of France umbenannte Schiff blieb bis Dezember 1960 im Einsatz und ging anschließend zum Abbruch ins walisische Newport.

## Geschichte
Die Duchess of Bedford entstand als Typschiff der aus vier Einheiten bestehenden Duchess-Klasse unter der Baunummer 518 bei John Brown & Company in Clydebank und lief am 24. Januar 1928 vom Stapel. Nach der Übernahme durch die Canadian Pacific im Mai 1928 nahm das Schiff am 1. Juni den Liniendienst von London nach Montreal und Québec auf. Ihre drei Schwesterschiffe waren die Duchess of Atholl (1928), die Duchess of York (1928) und die Duchess of Richmond (1929; ab 1947 Empress of Canada). Weil sie bei schwerer See auffällig rollten, wurden die Schwesterschiffe auch „The Drunken Duchesses“ (dt.: Die betrunkenen Herzoginnen) genannt. Ursprünglich sollte die Duchess of Atholl als erste Einheit in Dienst gestellt werden, aufgrund eines Turbinenschadens verzögerte sich jedoch ihre Ablieferung. Der Bau der Duchess of Bedford wurde daher beschleunigt, um am 1. Juni 1928 für ihr Schwesterschiff einzuspringen.
Nach mehr als elf Jahren im Liniendienst nach Kanada wurde die Duchess of Bedford nach Kriegsausbruch im September 1939 als Truppentransporter beschlagnahmt und zunächst zum Transport von Truppen und Zivilisten nach Indien genutzt. 1941 gehörte sie zu den Schiffen, die bei der Evakuierung Singapurs beteiligt waren. Das Schiff transportierte hierbei mehr als 1500 Mann der 18. Infanterie-Division.
Am 8. November 1942 nahm die Duchess of Bedford an der Operation Torch teil, bei der sie gemeinsam mit der Warwick Castle (die nur wenige Tage später versenkt wurde) Truppen nach Gibraltar beförderte. Die Duchess of Bedford überstand den Krieg ohne größere Beschädigungen, obwohl sie mehrfach Ziel von Angriffen wurde.
Nach dem Krieg modernisierte Canadian Pacific seine Flotte, die durch Kriegsverluste stark reduziert worden war. Die Duchess of Bedford erhielt neben den neuen Rumpffarben der Reederei einen Umbau der Passagiereinrichtungen, ehe sie am 1. September 1948 unter dem neuen Namen Duchess of France wieder ihren Dienst aufnahm. Der eigentlich geplante Name Empress of India wurde nach der Unabhängigkeit Indiens im August 1947 verworfen.
Die Empress of France blieb weitere zwölf Jahre lang im Einsatz. 1958 erhielt das Schiff eine weitere Modernisierung, wurde jedoch im Dezember 1960 nach 32 Dienstjahren ausgemustert. Am 20. Dezember 1960 traf es zum Abbruch im walisischen Newport ein. Die Empress of France war das letzte existierende Schiff der Duchess-Klasse.